# Polyalthia stenopetala
Polyalthia stenopetala là loài thực vật có hoa thuộc họ Na. Loài này được (Hook. f. & Thomson) Ridl. miêu tả khoa học đầu tiên năm 1917.